# Transcendantal
Ne doit pas être confondu avec Méditation transcendantale.
Pour les articles homonymes, voir Transcendantal (homonymie).
Transcendantal est un terme technique de la philosophie. Il peut qualifier un domaine de connaissances, les connaissances transcendantales, ou le mode d'accès à ce domaine. Il ne faut pas le confondre avec le terme transcendant.

## Orthographe de transcendantal
Transcendantal peut aussi s’écrire « transcendental ». C’est d’ailleurs cette orthographe qui figure principalement dans le Vocabulaire Philosophique d'André Lalande (pages 1145-46), lequel précise en note de bas de page : « On trouve assez souvent le mot écrit « transcendantal », c'est même la seule forme que mentionne le dictionnaire de l’Académie française (sans référence d'ailleurs), comme dans le Littré, et quelques autres auteurs philosophiques ». Néanmoins Lalande argue que : « Il ne paraît pas douteux que la forme normale du mot est transcendental, avec un « E », comme dans tous les ouvrages allemands et anglais ». On ajoutera italiens, espagnols et russes (Трансцендентальное). On comprend mal pourquoi seuls les auteurs français se distinguent de la sorte, alors qu'ils n'ont apporté aucune contribution majeure sur le plan international à ce concept. Et Lalande d’ajouter : « les mots latins en « ens, entis » donnent régulièrement des dérivés en « entalis », comme « occidental ».

## Histoire du concept de transcendantal

### Les transcendantaux dans la philosophie scolastique
Les transcendantaux : l'Être et l'Un, mais aussi le Vrai, le Bien... La trilogie de Victor Cousin, qu'il attribue à Platon, est célèbre : Du vrai, du beau et du bien (1836).

### Transcendantal chez Kant
Transcendantal est un terme fondamental pour la philosophie moderne et dont le succès vient de l’importance que lui donnèrent d’abord Kant et ensuite Edmund Husserl.
Ce terme qualifie deux choses chez Kant :
- transcendantal se dit de tout ce qui est condition de possibilité. Appliqué à la connaissance (connaissance transcendantale), ce terme qualifie donc les conditions de connaissance a priori des objets. Les formes de la sensibilité, les catégories de l'entendement et le sujet (transcendantal) sont les conditions de possibilité de tout savoir scientifique : elles sont ce qui est fondement de son existence (Critique de la raison pure). La liberté est la condition de possibilité de la morale, car sans elle la moralité ne restera qu'une chimère (Critique de la raison pratique).

- transcendantal est de plus un adjectif qui qualifie toute étude des conditions de possibilité. La Critique de la raison pure ou la Critique de la raison pratique.

« J'appelle transcendantale toute connaissance qui ne porte point en général sur les objets mais sur notre manière de les connaître, en tant que cela est possible a priori' ». La grande nouveauté de la philosophie kantienne consiste à s’interroger de façon systématique sur les conditions de possibilité, ouvrant ainsi tout un nouveau champ de recherche, et jetant un jour nouveau sur des problèmes essentiels et anciens (théorie de la connaissance ou éthique).

### Transcendantal chez Husserl
Husserl utilise le terme de transcendantal dans un sens qu'il qualifie lui-même d'« extrêmement large pour désigner le “motif originel”, qui donne son sens depuis Descartes à toutes les philosophies modernes [...] [à savoir la question] de l'ultime source de toutes les formations de connaissance, c'est[à-dire] l'auto-méditation du sujet connaissant sur soi-même et sur sa vie de connaissance, dans laquelle toutes les formations scientifiques qui valent pour lui ont lieu “téléologiquement”, sont conservées comme un acquis et sont devenues librement disponibles [...] Cette source a pour titre “Moi-même”, avec toute ma vie de connaissance réelle et potentielle [...] Il s'agit d'un concept que l'on ne peut obtenir qu'en s'enfonçant dans l'unité de l'historicité de la philosophie moderne ».
Même si Husserl reconnaît le mérite de Kant, il ne considère pas que la mise à jour des seules « conditions de possibilité » soit suffisamment radicale pour que « le philosophe soit parvenu à une claire compréhension de lui-même en tant que subjectivité dont le fonctionnement sert de source ultime ».